# Хари-бхакти-виласа
«Хари-бха́кти-вила́са» (IAST: Hari-bhakti-vilāsa «Виласа преданного служения Господу Хари») — одна из основных книг гаудия-вайшнавского (кришнаитского) богослова Санатаны Госвами, в которой рассказывается об обязанностях и надлежащем поведении последователей бенгальского вайшнавизма. «Хари-бхакти-виласа» основана на записях, собранных Гопалой Бхаттой Госвами и известна как «вайшнава-смрити». Комментарий Санатаны Госвами к «Хари-бхакти-виласе» называется «Диг-даршини-тика».
Бхактиведанта Свами Прабхупада пишет о «Хари-бхакти-виласе»:
Другая известная книга Санатаны Госвами — «Хари-бхакти-виласа», в которой установлены правила и предписания для всех категорий вайшнавов, а именно вайшнавов-домохозяев, вайшнавов-брахмачари, вайшнавов-ванапрастх и вайшнавов-санньяси. Эта книга была написана в первую очередь для вайшнавов-домохозяев.

## Содержание
«Хари-бхакти-виласа» состоит из двадцати глав, известных как «виласы».

### Первая виласа
В первой виласе приводится описание того, как устанавливаются взаимоотношения между гуру и учеником, объясняются мантры.

### Вторая виласа
Во второй виласе описан процесс дикши.

### Третья виласа
В третьей виласе рассказывается о правилах поведения вайшнава. Особое внимание уделяется правилам чистоты, постоянному памятованию о Боге и повторению мантр, данных гуру во время духовного посвящения.

### Четвёртая виласа
В четвёртой виласе описываются самскары, методы исправления; тилака, нанесение двенадцати знаков тилаки на двенадцать частей тела; мудра, отметки на теле; джапа-мала, индивидуальное воспевание (джапа); а также гуру-пуджа, поклонение духовному учителю.

### Пятая виласа
В пятой виласе даются наставления о том, как сидеть во время медитации, также там описаны дыхательные упражнения, медитация и поклонение шалагарама-шиле, представляющему Вишну.

### Шестая виласа
В шестой виласе рассказывается о необходимых действиях, совершаемых для того, чтобы пригласить мурти Бога и о том, как его омывать.

### Седьмая виласа
В седьмой виласе даются наставления о том, как собирать цветы, которые используются для поклонения Вишну.

### Восьмая виласа
В восьмой виласе находится описание мурти и даются наставления о том, как делать благовония, зажигать светильники, предлагать различные предметы, танцевать, играть на музыкальных инструментах (в частности на мриданге), украшать мурти гирляндами, возносить молитвы и выражать почтение и избегать оскорблений в процессе практики бхакти-йоги.

### Девятая виласа
В девятой виласе описаны преданные Бога (вайшнавы или святые).

### Одиннадцатая виласа
В одиннадцатой виласе приводятся подробное описание поклонения мурти и слава святого имени Бога. Даются наставления о том, как повторять святое имя Бога и обсуждаются оскорбления, совершаемые во время его повторения, а также приводятся способы от них избавиться. Описывается также слава преданного служения.

### Двенадцатая виласа
В двенадцатой виласе рассказывается об экадаши.

### Тринадцатая виласа
В тринадцатой виласе обсуждается пост, а также соблюдение церемонии маха-двадаши.

### Четырнадцатая виласа
В четырнадцатой виласе в общих чертах обрисованы обязанности, выполняемые в различные месяцы.

### Пятнадцатая виласа
В пятнадцатой виласе даются наставления о том, как соблюдать пост экадаши без употребления воды. Также рассказывается о том, как помечать тело тилакой, о соблюдении чатурмасьи во время сезона дождей, о Джанмаштами, Паршви-экадаши, Шравана-двадаши, Рама-навами и Виджайи-дашами.

### Шестнадцатая виласа
В шестнадцатой виласе обсуждаются обязанности, которые следует соблюдать во время месяца карттики (октябрь-ноябрь), или месяца Дамодары, когда светильники предлагаются в комнате мурти или над храмом. Там описаны также Говардхана-пуджа и Ратха-ятра.

### Семнадцатая виласа
В семнадцатой виласе обсуждаются приготовления к поклонению мурти, повторение мантры Харе Кришна и процесс джапы.

### Восемнадцатая виласа
В восемнадцатой виласе описаны различные формы Вишну.

### Девятнадцатая виласа
В девятнадцатой виласе обсуждается установка мурти и ритуалы омовения мурти перед установкой.

### Двадцатая виласа
В двадцатой главе рассказывается о строительстве храмов со ссылками на те, что были воздвигнуты великими вайшнавами ранее.